# Vadstena
Vadstena és una ciutat i cap municipal del comtat d'Östergötland que el 2010 tenia 5613 habitants. Entre 1974 i 1979 Vadstena fou administrada des de la municipalitat de Motala. Tot i que té pocs habitants (a Suècia per ser ciutat es necessiten almens 10 mil habitants) són les raons històriques les li que donen aquesta categoria.

## Història
La ciutat de Vadstena és important per dos esdeveniments de la història de Suècia. El primer és que el 1350 Santa Brígida de Suècia va fundar la primera Abadia de Vadstena de l'Orde de Santa Brígida i també perquè el castell de Vadstena és un dels més ben conservats de l'era de Gustau Vasa de tot Suècia. Avui dia, els edificis que han sobreviscut de l'abadia estan ocupats per un hotel, mentre que el castell és ocupat pels arxius provincials i un museu.
També va ser seu d'un hospital psiquiàtric des del segle xvi, que avui dia ja no funciona com a tal i s'ha reconvertit en un museu.

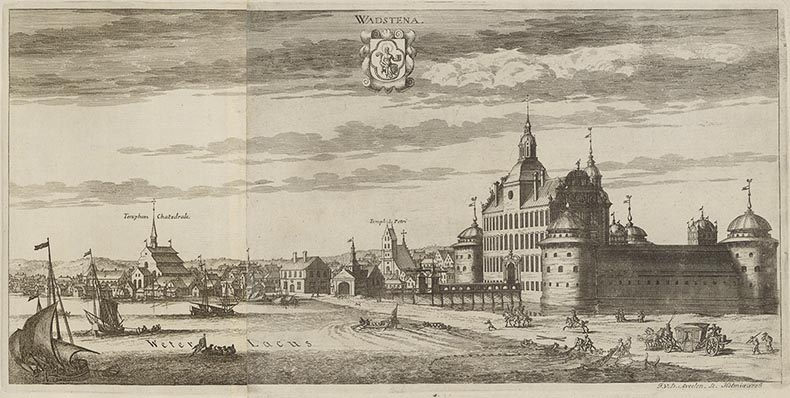
Vadstena a Suecia antiqua et hodierna, c 1700

Els edificis del centre són dels segles XVI-XVIII. La ciutat vella està molt ben conservada amb carrers que no han patit variacions i compta amb l'ajuntament més antic de Suècia, que data de principis del segle xv. Cal destacar el carrer principal (Storgatan) on es poden trobar botigues que han estat allà des de l'edat mitjana.
També compta amb un museu ferroviari per explicar la via estreta que connectava la ciutat amb Fågelsta.

## Galeria
- Estació de Vadstena
- Església del monestir de Vadstena
- Castell de Vadstena